# خورخي لوكاس كوسير
خورخي لوكاس كوسير (بالبرتغالية: George Lucas Coser) (20 فبراير 1984 في البرازيل - ) هو لاعب كرة قدم برازيلي في مركز الظهير. لعب مع أتلتيكو مينييرو وسبورتينغ براغا وسلتا فيغو وغريميو بورتو أليغرينزي ونادي أفاي لكرة القدم ونادي سانتوس ونادي سبورت ريسيفه ونادي إيتوانو وإسبورتي بيلوتاس ‏ ونادي ريمو ونادي فيرانوبوليس وأمريكا دي ناتال ‏.

## روابط خارجية
- خورخي لوكاس كوسير على موقع قاعدة بيانات كرة القدم.إي يو (الإنجليزية)
- خورخي لوكاس كوسير على موقع Soccerway.com (الإنجليزية)